# جون إم. والش
جون إم. والش هو سياسي أمريكي، ولد في 14 مارس 1940 في تنيسون في الولايات المتحدة. نشط حزبياً في الحزب الجمهوري. وقد انتخب عضو مجلس ولاية آيوا ‏.